# 海班克斯 (印第安納州)
海班克斯（英語：Highbanks）是位於美國印地安納州科西阿斯科縣的一個非建制地區。該地的面積和人口皆未知。